# BN Arena
El BN Arena (llamado de esa forma por razones de patrocinio del Banco Nacional de Costa Rica) es un gimnasio multiuso ubicado en la Ciudad Deportiva de Hatillo, en el cantón central de San José, Costa Rica.
El gimnasio es el elemento principal de dicho complejo deportivo en Hatillo 2, construido para albergar los X Juegos Deportivos Centroamericanos, donde Hatillo fue una de las ciudades sedes.
Además sirve como cancha de juegos nacionales y como sede de la Selección de fútbol sala de Costa Rica, en el 2016 albergó el Campeonato de Futsal de Concacaf de 2016.

## Historia
Costa Rica fue elegida por ORDECA, para realizar los Juegos Deportivos Centroamericanos que correspondería al año 2013, San José fue escogida sede principal, así mismo, la Municipalidad de San José junto con otros patrocinadores, presentaron la idea de construir un complejo deportivo en San José para incentivar el deporte y apoyar a los atletas costarricenses, al aprobarse la construcción se decidió construirlo en Hatillo, para apoyar al deporte en la ciudad y ayudar a la seguridad por su construcción.

## Acontecimientos
- Juegos Nacionales de Costa Rica
- X Juegos Deportivos Centroamericanos
- Campeonato de Futsal de Concacaf de 2016[4]
- Teletón Costa Rica

## Campeonato Mundial Femenino de fútbol sala de la FIFA
Costa Rica fue escogida por la FIFA para ser sede del Campeonato Mundial Femenino de fútbol sala de la FIFA, correspondiente al año 2014, el BN Arena funcionó como sede de todos los partidos del mundial, además fue el primer evento futbolístico de carácter internacional que se llevó a cabo en esta cancha, dejando de lado las eliminatorias correspondientes a la disciplina. En este certamen la Selección Femenina de fútbol sala de Costa Rica', obtuvo el cuarto puesto.

## Equipos nacionales
El BN Arena funciona como sede de diversos equipos costarricenses en diversas disciplinas.
En el 2016, Costa Rica logra ser sede del Campeonato de Futsal de Concacaf para determinar las selecciones que clasificarán a la Copa Mundial de Futsal que se realizará en Colombia, Costa Rica logró ganar dicho evento, logrando el bicampeonato al ganar en el 2012 y ser el equipo más ganador de dicha competencia.